# 芭芭拉·塔奇曼
芭芭拉·塔奇曼（英語：Barbara Wertheim Tuchman，/ˈtʌkmən/；1912年1月30日—1989年2月6日），美国国旗历史学家、流行史作家、记者，两次获得普利策奖，作品涉及中世纪、文艺复兴、美国独立战争、英国爱德华时代、第一次世界大战，中文译本有《史迪威与美国在华经验: (1911-1945)》。